# Bárcena de Pie de Concha
Bárcena de Pie de Concha est une commune espagnole située dans la communauté autonome de Cantabrie.

## Personnalités liées à la commune
- Luis Araquistáin (1886-1959), journaliste, diplomate et homme politique républicain espagnol, est né à Bárcena ;
- Rafael Rodríguez Rapún, comédien et joueur de football (1912-1937), est mort à Bárcena durant la guerre d'Espagne[1].